# Provincie Luapula
Provincie Luapula je jedna z deseti provincií v Zambii, nacházející se v severní části země. Provincie Luapula je pojmenována podle řeky Luapula a jejím hlavním městem je Mansa. Podle zambijského sčítání lidu v roce 2010 žilo v provincii 991 927 obyvatel, což představovalo 7,57 % z celkového počtu obyvatel Zambie. 
Provincie má mezinárodní hranici podél Konžské demokratické republiky a na domácím území se rozkládá na severním a východním břehu řeky Luapula od jezera Bangweulu, po jezero Mweru. Provincii obývají Bembové, kteří jsou zároveň hlavním kmenem v zemi. Bemba je také nejpoužívanějším jazykem v provincii. Hlavní hospodářskou činností je rybolov a zemědělství, přičemž jsou hlavní plodinou sladké brambory. Obřad Umutomboko je nejdůležitější slavností. Hlavními vodopády jsou vodopády Lumangwe, Mumbuluma, Mumbotuta, Kundabwika a Chilongo.
Hlavní dopravní tepnou je dálnice Samfya-Mansa-Mwansabombwe-Nchelenge, neformálně známa jako Zambijská cesta. Provincie sousedí s řekou Luapula, jezerem Mweru a na severu s Konžskou demokratickou republikou. Přibližně 80,5 % obyvatel provincie Luapula bylo při zambijském sčítání lidu v roce 2010 označeno za chudé, což z ní činí nejchudší provincii v Zambii. Provincie má osm hlavních atrakcí země mezi vodopády, divokou přírodou a kulturním dědictvím. V provincii se nacházejí hlavní ložiska manganu, vápence, mědi a drahých kovů.

## Historie
V 19. století údolí ovládalo království Lunda. Hranice provincie mezi Zambií a Konžskou demokratickou republikou byly od smlouvy z roku 1894 až do konce 60. let 20. století sporné. Provincie má dlouhou historii odporu proti koloniální nadvládě prostřednictvím militantních (bojových) akcí. Od 50. let 20. století existovaly revoluční skupiny, které podporovaly Anti-federalistický africký národní kongres. Po získání nezávislosti byla provincie základnou bojovníků Sjednocené národní strany nezávislosti (UNIP). Do provincie neustále migruje pracovní síla z Konžské demokratické republiky a také z nedaleké provincie Copperbelt. V 80. letech 20. století jmenoval tehdejší prezident Kenneth Kaunda tradiční náčelníky regionu jako okresní guvernéry nebo členy mocného ústředního výboru UNIP. Tento krok byl vnímán podobně, jako za koloniální nadvlády, kdy byli místní vůdci povoláváni do politické sféry.
Frederick Chiluba, vůdce hnutí Movement for Multi-Party Democracy (MMD), který se v roce 1991 stal prezidentem Zambie, získal ve volbách v roce 1991 většinový mandát. Během hladomoru v roce 1991 byla provincie postižena ze všech oblastí v zemi nejméně. Zemědělství v regionu utrpělo nejvíce v 90. letech 20. století v důsledku zrušení zemědělských dotací a venkovských úvěrových programů.
Provincie sousedí s řekou Luapula, jezerem Mweru a na severu s Konžskou demokratickou republikou. Konžský výběžek se nachází mezi provincií a průmyslovým a obchodním centrem Copperbelt. Problémy v dopravě byly částečně vyřešený výstavbou mostu Luapula a silnice Samfya-Serenje a dále zmírněny výstavbou mostu Chembe. Hlavním městem provincie je Mansa, které je zároveň sídlem okresu Mansa (distrikt).

## Geografie

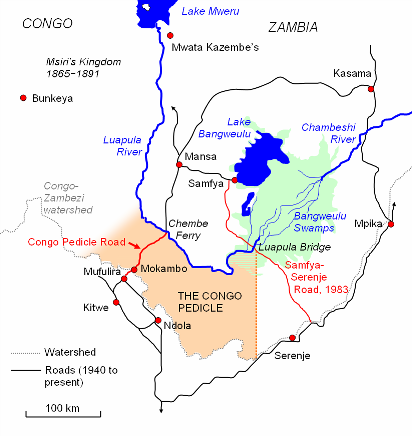
Mapa znázorňující Konžský výběžek vzhledem k hranicím tvořeným řekou Luapula a povodím řeky Kongo-Zambezi.

Provincie sousedí s Konžskou demokratickou republikou a rozkládá se na severním a východním břehu řeky Luapula od jezera Bangweulu, po jezero Mweru, včetně vod a ostrovů těchto jezer. Konžský výběžek, jihovýchodní výběžek provincie Katanga Konžské demokratické republiky, který zasahuje do sousední Zambie a dělí Zambii na dva laloky. Na východě hraničí se Severní provincií a na jihovýchodě s Centrální provincií. Mezi nejdůležitější města provincie patří Samfya, Mansa, Nchelege a Mwamsombwe. Přibližně 40 % území Luapuly pokrývá voda a nachází se zde řada řek a jezer. Má osm hlavních atrakcí země v oblasti vodopádů, divoké přírody a kulturního dědictví. V provincii se nacházejí hlavní ložiska manganu, vápence, mědi a drahých kovů.
| Luapula – podnebí                        | Luapula – podnebí | Luapula – podnebí | Luapula – podnebí | Luapula – podnebí | Luapula – podnebí | Luapula – podnebí | Luapula – podnebí | Luapula – podnebí | Luapula – podnebí | Luapula – podnebí | Luapula – podnebí | Luapula – podnebí | Luapula – podnebí |
| Období                                   | leden             | únor              | březen            | duben             | květen            | červen            | červenec          | srpen             | září              | říjen             | listopad          | prosinec          | rok               |
| ---------------------------------------- | ----------------- | ----------------- | ----------------- | ----------------- | ----------------- | ----------------- | ----------------- | ----------------- | ----------------- | ----------------- | ----------------- | ----------------- | ----------------- |
| Nejvyšší teplota [°C]                    | 27,1              | 27,3              | 27,4              | 27,3              | 26,7              | 25,2              | 25,2              | 27,3              | 30,4              | 31,2              | 29,2              | 27,1              | 31,2              |
| Průměrné denní maximum [°C]              | 20,8              | 20,9              | 20,9              | 20,6              | 18,8              | 16,5              | 16,6              | 18,6              | 21,8              | 23,2              | 22,2              | 20,8              | 23,2              |
| Průměrné denní minimum [°C]              | 16,8              | 16,8              | 16,6              | 15,4              | 12,3              | 9,1               | 8,6               | 10,4              | 13,5              | 16,1              | 16,9              | 16,8              | 8,6               |
| Průměrné srážky [mm]                     | 22                | 18                | 17                | 17                | 1                 | 0                 | 0                 | 0                 | 0                 | 4                 | 15                | 22                | 106               |
| Zdroj: World Weather Information Service |                   |                   |                   |                   |                   |                   |                   |                   |                   |                   |                   |                   |                   |

## Použitá literatura
- GOULD, Jeremy. Multi-party elections in Africa. Příprava vydání Liisa Laakso. [s.l.]: James Currey Publishers, 2002. Dostupné online. ISBN 9780852558430. S. 314.
- MWAKIKAGILE, Godfrey. Zambia: Life in an African Country. [s.l.]: New Africa Press, 2010. Dostupné online. ISBN 9789987160112.
- Summary report for the 2010 Census of population. Lusaka: Central Statistical Office, Republic of Zambia, 2015-10-26. Dostupné v archivu pořízeném dne 2015-10-26. Archivováno 26. 10. 2015 na Wayback Machine.
- Zambia: Poverty Reduction Strategy Paper. [s.l.]: International Monetary Fund, 2007. Dostupné online.